# Société française de médecine générale
La Société française de médecine générale, abrégée en SFMG, est une association, société savante, non syndicale, de recherche scientifique et de formation médicale continue. Elle fait partie du Collège de la Médecine Générale. Elle représente avec le CNGE la France au sein de la WONCA,.

## Création
Cette association loi de 1901 existe depuis 1973.

## Travaux
Elle est à l'origine de l'observatoire de la médecine générale, et d'un dictionnaire sémiologique : le dictionnaire des résultats de consultations. Elle promeut également la formation médicale continue, via la création de groupes de pairs, reconnus par la HAS.